# Militära grader i Sydafrikas armé

Sydafrikanska arméns försvarsgrenstecken

Militära grader i Sydafrikas armé visar den hierarkiska ordningen och gradbeteckningarna i den Sydafrikanska republikens lantstridskrafter.

## Officerare
| COMMISSIONED OFFICERS | COMMISSIONED OFFICERS           | COMMISSIONED OFFICERS          | COMMISSIONED OFFICERS | COMMISSIONED OFFICERS     | COMMISSIONED OFFICERS | COMMISSIONED OFFICERS         | COMMISSIONED OFFICERS               | COMMISSIONED OFFICERS  | COMMISSIONED OFFICERS | COMMISSIONED OFFICERS        | COMMISSIONED OFFICERS     |
| Grad Tilltal          | General General                 | Lieutenant general General     | Major general General | Brigadier general General | Colonel               | Lieutenant colonel Colonel    | Major                               | Captain                | Lieutenant            | Second lieutenant Lieutenant | Candidate officer CO      |
| --------------------- | ------------------------------- | ------------------------------ | --------------------- | ------------------------- | --------------------- | ----------------------------- | ----------------------------------- | ---------------------- | --------------------- | ---------------------------- | ------------------------- |
|                       | general chef för försvarsmakten | generallöjtnant chef för armén | generalmajor          | brigadgeneral             | överste               | överstelöjtnant bataljonschef | major stf bataljonschef kompanichef | kapten stf kompanichef | löjtnant plutonchef   | fänrik plutonchef            | kadett officers- aspirant |

Källa: 

## Specialistofficerare
|  | regementsförvaltare Sydafrikanska försvarsmaktens regementsförvaltare | regementsförvaltare Sydafrikanska arméns regementsförvaltare | regementsförvaltare regementsförvaltare för truppslag | regementsförvaltare regementsförvaltare för armébas | regementsförvaltare | regementsförvaltare regementsförvaltare för bataljon | förvaltare kompaniadjutant |

Källa:  

## Plutonsbefäl, gruppbefäl och soldater
|  | fanjunkare kompanikvartermästare | förste sergeant stf plutonchef | sergeant gruppchef | korpral stf gruppchef | ingen gradbeteckning menig |

Källa: